# Ариберт III (король ободритов)
Ариберт III (Оритберт III; 856 — 14 января 888) — король ободритов, князь славянского племени ободритов и всего Союза ободритов.

### Биография
Не исключено, что Ариберт вместе со своим отцом, Мистевоем I, занимался восстановлением деятельности Ободритского союза. Около 869 года он стал новым верховным королём. Ариберт продолжал политику своего отца по укреплению государства ободритов и увеличению военной мощи для защиты от франкских войск.
Успех политики Ариберта III неизвестен, поскольку в 870 году Восточно-Франкское королевство находилось в конфликте с Западно-Франкским королевством. Борьба за власть в 880 году среди членов династии Каролингов привела к выводу значительных сил из соседних крепостей.
После смерти Ариберта III 14 января 888 года новым королём союза ободритов стал его брат Вислав III.